# Jean de Médicis (1360-1429)
Pour les articles homonymes, voir Jean de Médicis et Famille de Médicis.
Jean  de Médicis (Giovanni di Bicci de' Medici), né vers 1360 à Florence et mort le 20 février 1429 dans la même ville à l'âge de 69 ans, est un banquier, citoyen de la république de Florence. 
C'est le fondateur de la puissante et fameuse dynastie des Médicis de Florence, le père de Cosme de Médicis (Pater Patriae), et l'arrière-grand-père de Laurent de Médicis dit le Magnifique. Il était lui-même le fils d'Averardo de Médicis, à propos duquel on sait très peu de choses.

## Biographie
Jean est le fils d'Averardo III de Médicis (1320-1363), dit di Bicci pour le distinguer de ses ancêtres homonymes. Averardo est lui-même le fils de Salvestro de Médicis (1300-1346) et le petit-fils d'Averardo II de Médicis (1270–1319).
Il épouse Piccarda de Bueri, union dont sont issus au moins quatre enfants :
- Antoine de Médicis (? -1398)
- Damien de Médicis (? -1390)
- Cosme de Médicis dit l'Ancien (1389-1464)
- Laurent de Médicis dit l'Ancien (1395-1440)

Il fonde en 1397 la banque des Médicis.
En 1408, à Florence, il accroît considérablement les avoirs de sa famille. Commerçant avisé, il dirige activement une compagnie qui compte deux filiales en 1408 (Venise et Rome) et huit de plus à son apogée (Naples, Pise, Milan, Genève, Lyon, Avignon, Bruges et Londres). Outre les ateliers de tissage de la laine et de la soie, il développe son activité bancaire en consentant d’énormes prêts aux souverains et au pape (dont Jean XXIII). En 1421 il est élu en tant que gonfalonnier de Florence. À la fin de sa vie, 90 % de ses revenus proviennent de la banque et 10 % du commerce, et les filiales ont pris une importance bien supérieure à celle de la maison-mère.

## Dans la culture

### Série télévisée
- Dustin Hoffman interprète Giovanni dans la première saison de Les Médicis : Maîtres de Florence (2016)[3].